# 司马徽
司馬徽（？—208年），字德操，道號水鏡，人稱水鏡先生，颍川阳翟縣（今河南禹州）人，移居荊州，東漢末年名士。

## 生平
據裴松之為《三國志》作注，引用東晉人習鑿齒《襄陽記》記載，龐德公稱諸葛亮為卧龍，龐統為鳳雛，司馬徽為水鏡。其中司馬徽清雅有知人鑒，龐統十八歲時曾會見過司馬徽，劉備會見司馬徽時，司馬徽曾向其推薦諸葛亮和龐統。
曹操得荆州后俘虏了司马徽，本想委以重任，司马徽却病死。
徒弟有向朗、劉廙、尹默、李譔等。

## 人物

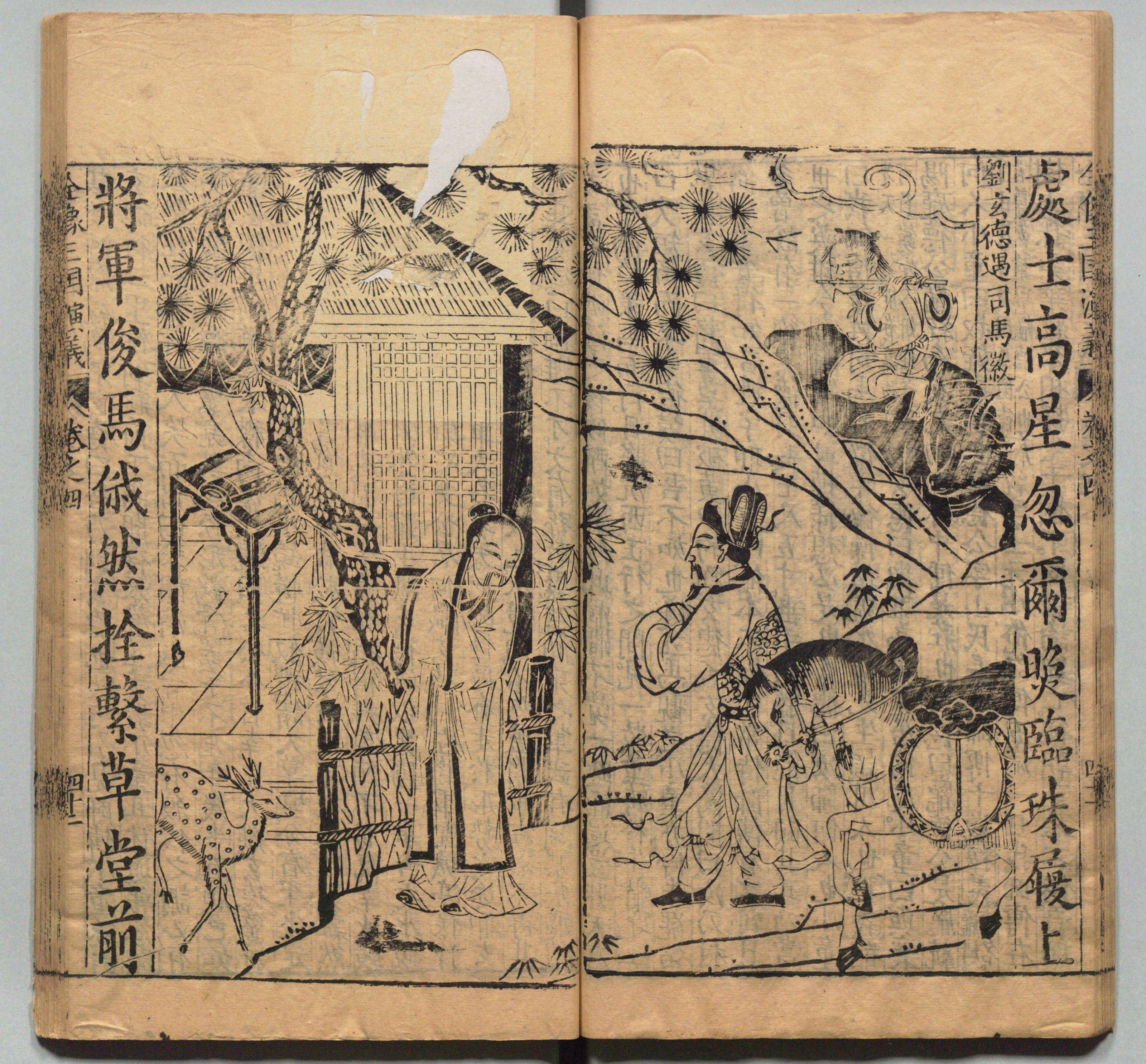
周曰校插图版《三国志通俗演义》中的刘备遇司马徽

司馬徽從來不說別人的短處，別人跟他說話，不管好事壞事，通通說好。有人問他平安嗎？他回答：「好。」有人對他訴說兒子死了，他聽了回答說：「很好！」妻子責罵他說：「人家是認為你有德行，才願意把這事告訴你，為什麼聽到別人家死了兒子，你反而說很好呢？」他回答說：「像妳所說的這些話，也很好呀！」李瀚《蒙求》诗曰：“司马称好。”今日的「好好先生」，典故便從此出。

## 逸事
- 《董正别传》里记载了几个关于司马徽的小故事。
  - 第一个是有人丢了一头猪，跑到司马徽家说司马徽家的一头猪是他的猪，司马徽便把那头猪推到那人面前让他牵走，过了几天，丢猪人的猪回来了，他急忙将司马徽的猪送回给司马徽并磕头谢罪，司马徽不但没有责骂反而感谢他把猪送了回来。[8]
  - 第二个是有一次刘表的儿子刘琮去见司马徽，在司马徽家看到一个种地的，于是刘琮让从人去问他司马徽在哪，而这个种地的正是司马徽，他答道：“我就是”，但是从人不信大骂：“你个种地的也敢自称是司马徽”，于是司马徽回到家梳好头穿好衣服后再来见刘琮[9]。
- 《世说新语·言语》里记载关于司马徽的小故事。
  - 庞统走了两千里的路去拜访司马徽，到了颍川之后，司马徽正在采摘桑叶。庞统说：“大丈夫处世，就该做大官，办大事，哪有做蚕妇之事的？”司马徽则是回道：“从前伯成宁愿耕作，也不羡慕诸侯的荣耀；原宪宁愿住在以桑木为门轴的简陋屋舍里，也不愿住官邸。哪有住在豪华的房屋里，外出骑肥壮的马，左右要有十几个侍女侍候，才算是与众不同的道理呢？这正是隐士许由、巢父感慨的原因，也是清廉之士伯夷、叔齐长叹的来由。即使有吕不韦的爵位，齐景公的富有，也是不值得尊敬的。”庞统说：“我出生在边远偏僻的地方，很少见识到大道理。如果不叩击一下声音洪亮的钟鼓，那就不知道它的声音之响。”司马徽与庞统相互交谈，不分昼夜。谈论后，司马徽对庞统十分惊异，并称庞统是南州名士之首，使庞统渐渐为他人所知。
- 曾經和徒弟劉廙著作关于运命和历数的作品。日後被孫吳官員刁玄出使蜀汉時帶回吳地，並在江东被更改作为宣传吳末帝孙皓统一天下的预言书。
- 後世在湖北省襄陽市南漳縣為司馬徽建立石像和祠堂，名為「水鏡莊」，為中華人民共和國國家3A級旅遊景區。

## 三國演義

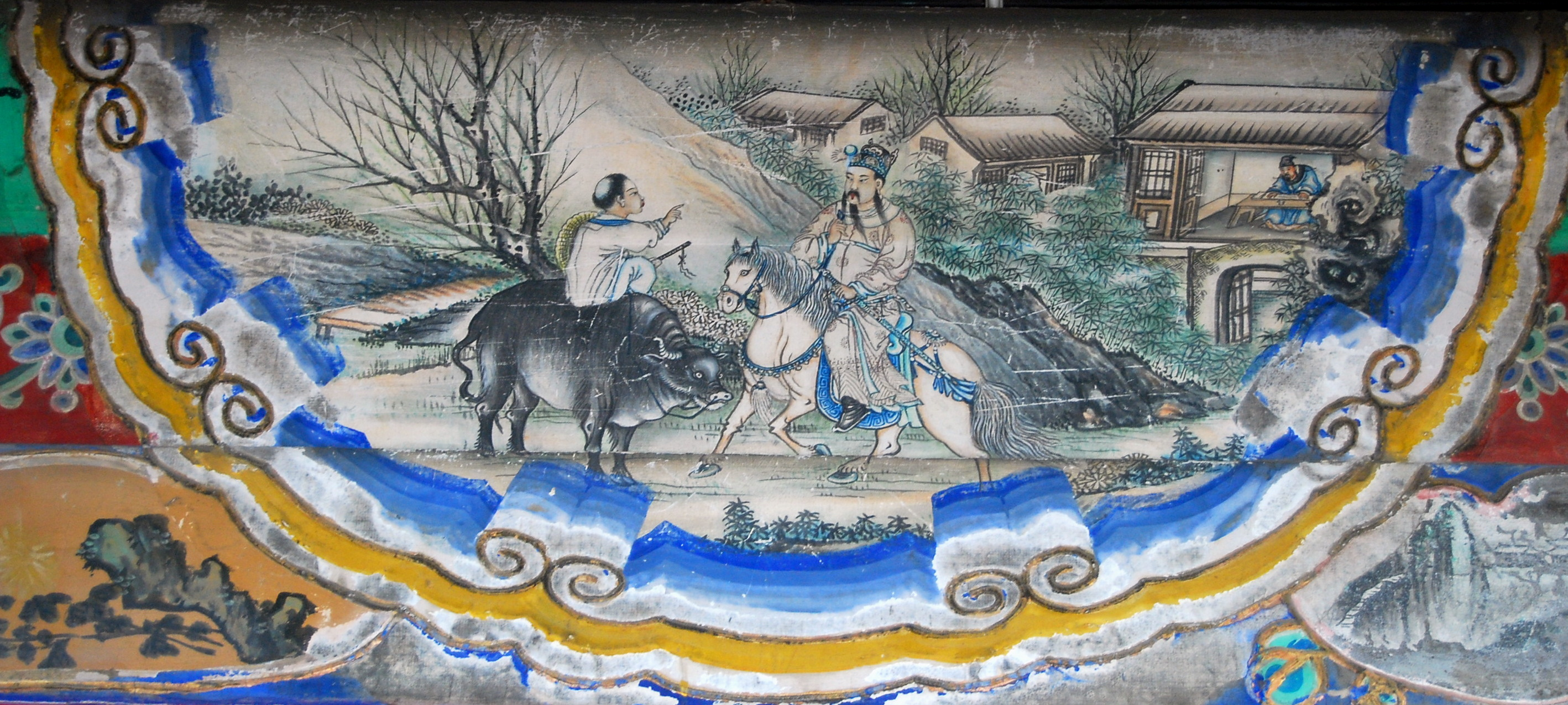
颐和园长廊彩绘：三国演义故事，刘备路访水镜（草庐中为司马徽）

在小說《三國演義》中，從「司馬徽下階相辭欲行，玄德留之不住」（三國演義·第37回）以及演義第35回的內容來看，司馬徽在三國演義中是屬於閑雲野鶴、與世無爭之類型的人物，松形鶴骨，器宇不凡，峨冠博帶，道貌非常，且琴藝甚高。與龐統私交甚篤，並稱呼龐統為弟。

## 動漫遊戲
- 《火鳳燎原》（陳某）：設定為名聞天下的謀士學府「水鏡府」的創辦人、「水鏡八奇」的師傅，八奇以外亦有其門下，官渡之戰初期因袁方射傷荀彧而退隱，更被袁紹、左慈軟禁於鄴城，後為楊修所救，後來得知「八奇」趙昇與「南華八怪」有勾結欲誘騙趙昇前來以清理門戶，但反被趙昇所殺[10]。故事時間點死亡於211年（即東漢建安十六年），比史實上晚死了3年。
- 《天子傳奇7三國驕皇》